# Hohe Kisten
Hohe Kisten – szczyt w paśmie Bayerische Voralpen, części Alp Wschodnich. Leży w Niemczech, w Bawarii. Leży na północny wschód od Krottenkopf.